# Eesti Üliõpilaste Seltsi maja

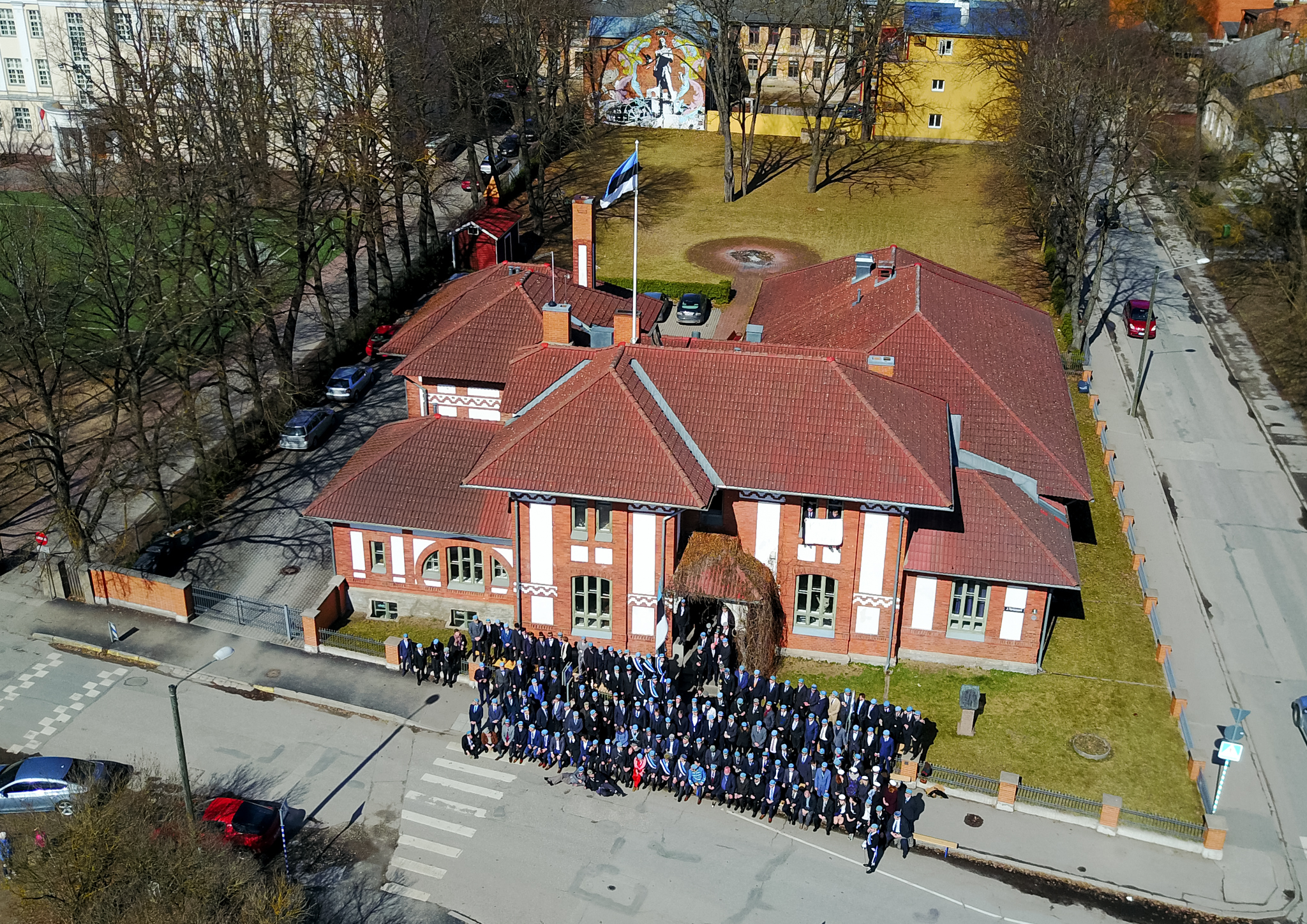
Estniska studentsällskapets hus 2017.

Eesti Üliõpilaste Seltsi maja (Estniska studentsällskapets hus) är en byggnad i Tartu på Jaan Tõnissoni tänav 1, som tillhör Eesti Üliõpilaste Selts (EÜS, Estniska studentsällskapet).
Byggnaden har kallats den första representanten för estnisk nationalarkitektur och den anses vara ett kulturminne.

## Historia

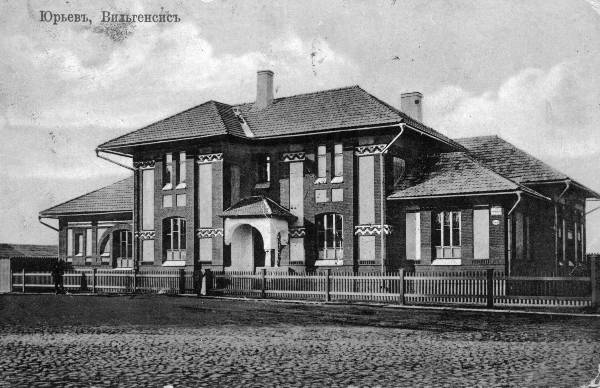
EÜS-huset på ett vykort från 1914.

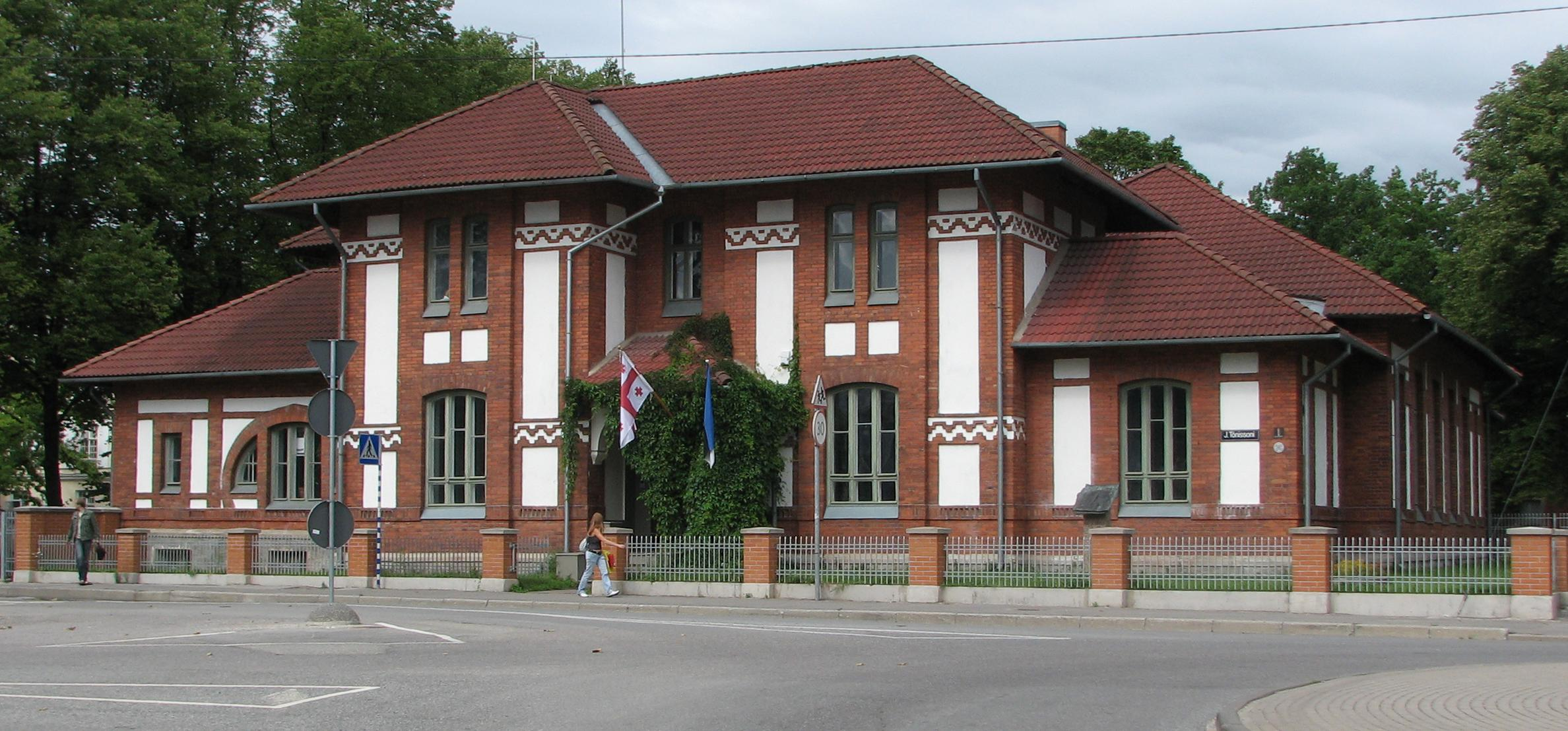
EÜS-huset 2008.

Huset beställdes av Georg Hellat och byggmästare var Jüri Tease. Heinrich Koppels bostadshus registrerades i byggnadsavdelningen i Tartus stadsstyre den 21 april/4 maj 1901 och huset stod färdigt 1902.
Den 11 september 1902 välsignade Jakob Hurt huset. Åren 1914–1919 var huset rekvirerat för användning som militärsjukhus.
Den första estniska konstutställningen ägde rum där år 1906. Tidigare hade konstverken ställts ut som en del av en jordbruksutställning organiserad av Estniska bönders förbund.
År 1920 undertecknades i EÜS-byggnaden fredsfördraget mellan Finland och Sovjetunionen. I husets Finlandsrum finns en utställning tillägnad det.
Under den sovjetiska ockupationen användes byggnaden av Tartu universitet. Åren 1959–1972 låg dess datorcentrum där. Estlands första elektroniska dator Ural-1 fanns där, den ersattes några år senare av Ural-4. På 1970-talet fanns både den konsthistoriska institutionen och den idrottspedagogiska fakulteten där. Byggnaden täcktes om med ett stentak.
Byggnaden återlämnades till EÜS 1991.

## Arkitektur
Tegelbyggnaden är ritad i nationalromantisk stil med jugendinfluenser. Den är till stor del baserad på The Architectural Review 1900, särskilt ritningarna av den unge amerikanske arkitekten Frank Lloyd Wright.

## Interiörbilder

Foajén
Hallen
Finlandsrummet
Vapensköldsrummet
Vardagsrummet
Festsalen
Biblioteket